# Палаццо Каваллі-Франкетті
Палаццо Каваллі-Франкетті (італ. Palazzo Cavalli Franchetti) — палац у Венеції, в районі Сан-Марко, на Гранд-каналі, поряд з мостом Академії.
Був побудований в XV столітті архітекторами К. Бойто, Дж. Манетті. Палац був реконструйований, фактично повністю перебудований, в 1871—1882 зі збереженням форм пізньої готики.